# آمه‌زپین
آمه‌زپین(به انگلیسی: Amezepine) یک داروی ضدافسردگی سه‌حلقه ای (TCA) است که هرگز به بازار عرضه نشد.